# Еанг, Кен
Кен Еанг (р. 1948, точная дата рождения неизвестна) — малайзийский архитектор, предприниматель и научный писатель, учёный в области так называемой «зелёной архитектуры».
Родился в Пенанге, окончил там же среднюю школу, после чего уехал учиться в Великобританию, где сначала окончил колледж в Глостершире, затем Архитектурную школу в Лондоне; защитил в Кембриджском университете диссертацию на степень в области экологического планирования и проектирования. Впоследствии учился на курсах по экологической биологии в колледже Вулфсона (Кембридж) и экологическому планированию и ландшафтной архитектуре в Пенсильванском университете, а также целый ряд курсов по ведению бизнеса в университетах США, Малайзии Сингапура.
Был зарегистрирован в Малайзии как профессиональный архитектор в 1972 году. В 1975 году основал при помощи своего друга, принца королевской малайской семьи Тенгку архитектурную компанию T. R. Hamzah and Yeang, которую возглавляет по сей день. С 2005 года является архитектором и директором по дизайну британской компании Llewelyn Davies Yeang, с 2010 года — её директором (после чего она и получила современное название).
Кен Еанг считается ведущим «зелёным» архитектором небоскрёбов в мире и известен глубоким комплексным подходом к экологическому проектированию «зелёной» архитектуры. По его проектам построено более десятка биоклиматических высотных зданий и несколько тысяч жилых домов, а также многие другие известные здания, в том числе Национальная библиотека Сингапура. Является автором ряда научных работ по экологической архитектуре и обладателем большого количества разнообразных премий в области архитектуры от правительства Малайзии и иностранных государств.